# Dolça Catalunya
Dolça Catalunya (littéralement Douce Catalogne) est un blog d'opinion et d'essais, fondé en 2013 principalement par Guillem Elizalde Monroset. Lié à l'extrême droite espagnole, écrit en catalan et espagnol, le blog traite des événements, de la situation linguistique et de la politique des Pays catalans. Ses articles soutiennent l'unité de l'Espagne et font la promotion du sécessionnisme linguistique au sein de la Catalogne, en ayant souvent recours à des informations douteuses et en allant jusqu’à faire l'apologie de plusieurs types de discrimination sociale, voire raciste, spécialement l'anticatalanisme,.
Bien que se plaçant sous la devise « Seny de catalanes bajo el nacionalismo » (littéralement « Bon sens de Catalans sous le nationalisme ») et se présentant comme un site écrit par des citoyens anonymes, il est en fait dirigé et édité par des personnes issues du milieu éditorial ou appartenant au personnel académique de l'Université Abbé Oliva, et proches de l'extrême droite espagnole, de l'ultraconservatisme et du catholicisme intégriste de l'Opus Dei,,.